# Corinne Schied

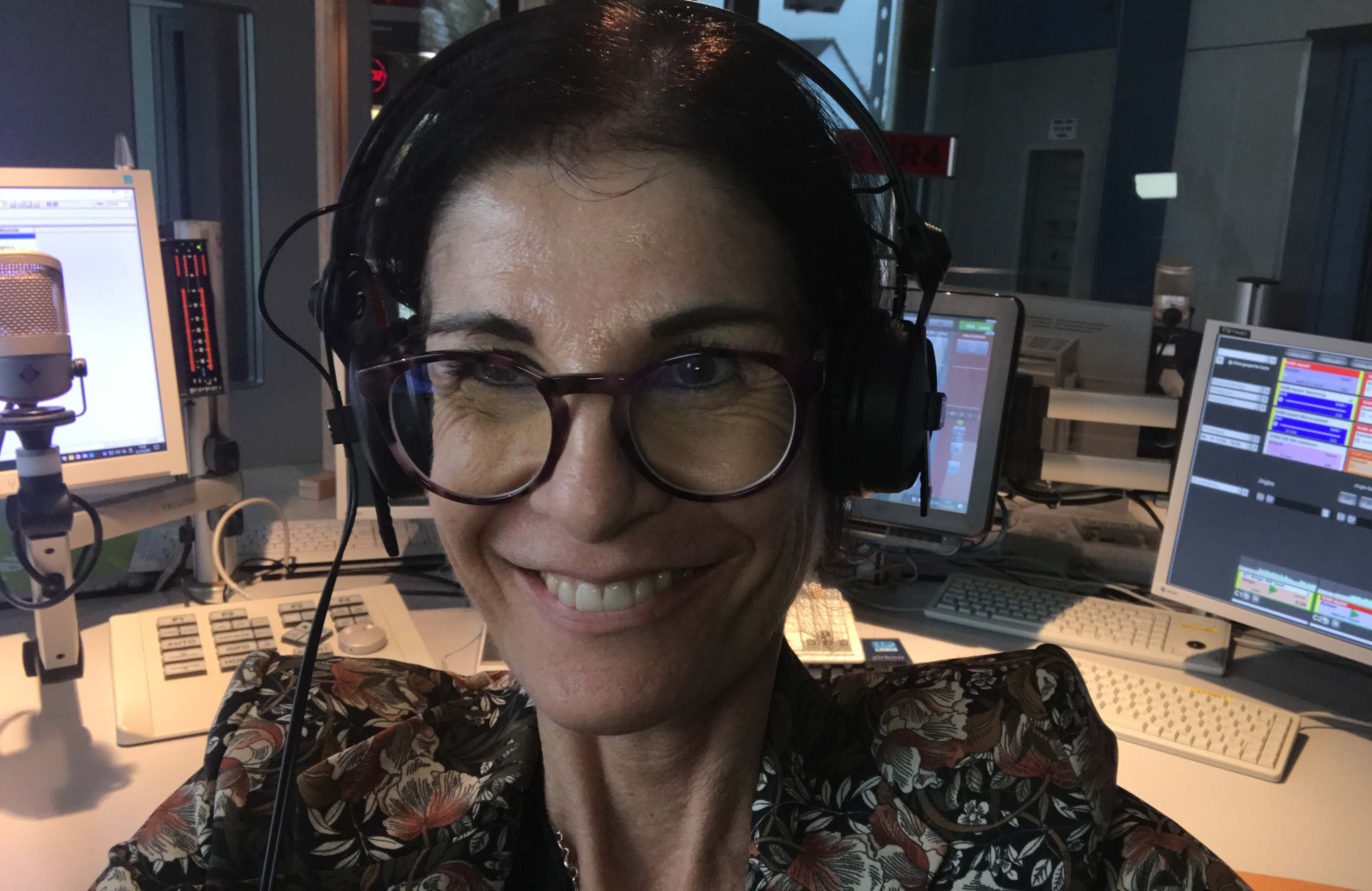
Corinne Schied 2022

Corinne Schied (* 1965 in Wuppertal) ist eine deutsche Radio- und Fernsehmoderatorin und Sprecherin.

## Leben
Corinne Schied hat armenische Wurzeln und spricht vier Sprachen. Sie wuchs im Rhein-Main-Gebiet auf. An der Johannes-Gutenberg-Universität in Mainz und an der Freien Universität Berlin studierte sie elf Semester Publizistikwissenschaft, Rechtswissenschaft und Amerikanistik. Die Magisterarbeit zum Thema „Klatsch, Gerüchte und die Öffentliche Meinung“ bei Elisabeth Noelle-Neumann hat sie nicht vollendet und brach das Studium ab.
Sie ist verheiratet, hat zwei Kinder und lebt in Frankfurt am Main.

## Fernsehen und Synchron
Bevor Corinne Schied 1990 zum Hörfunk kam, moderierte sie im Fernsehen unterschiedliche Formate. Erste Station war die Co-Moderation für das Sat.1-Reisemagazin „Auf und Davon“.
Später präsentierte sie Wirtschaftswerbung auf n-tv oder moderierte auf 3sat das Magazin „Tipps und Trends: Mode und Mehr!“ sowie die Nachrichten auf Kabel eins. Von 2010 bis 2011 war Corinne Schied Schlagerexpertin im SWR Fernsehen bei „Kaffee oder Tee“.
In den 1990er Jahren war Corinne Schied Station-Voice bei Sat.1 und sprach für Fernsehen und Hörfunk zahlreiche Werbespots, wie für Mon Chéri, Head & Shoulders, Vichy, Max Factor oder De’Longhi.
Seit dieser Zeit arbeitet sie auch als Off-Sprecherin für die Industrie und synchronisiert Dokumentationen für das ZDF und ZDFinfo.

## Hörfunk
Der Einstieg als Moderatorin beim Radio erfolgte 1989 bei RPR1, als der Moderator der Morgenshow „Frühstücksradio“ ausgefallen war. 1991 wurde die neue Welle SWF4 Rheinland-Pfalz (später SWR4 Rheinland-Pfalz) gegründet. Sie moderiert dort von Anfang an hauptsächlich Unterhaltungssendungen, von 2017 bis 2023 im Rahmen des Kochformates des Senders am Donnerstag Vormittag auch ihre Kochshow „SWR4 Rheinland-Pfalz kocht mit Corinne Schied“. Seit September 2023 ist Corinne Schied nicht mehr als Moderatorin bei SWR4 beschäftigt.

## Podcast
Seit Dezember 2022 betreibt sie den Podcast Einfach angequatscht, in dem sie Zufallbegegnungen interviewt.